# Strojetice (Kryry)
Strojetice jsou vesnice, část města Kryry v okrese Louny v Ústeckém kraji. Nachází se asi 3,5 kilometru východně od Kryr. Vede jimi silnice I/27. Strojetice leží v katastrálním území Strojetice u Podbořan o rozloze 7,84 km².

## Historie
První písemná zmínka o Strojeticích pochází z roku 1352 a vztahuje se ke kostelu Nanebevzetí Panny Marie, který tehdy patřil k rakovnickému děkanátu. Z vesnice pocházel šlechtický rod Strojetických ze Strojetic, jehož členové ke kostelu vykonávali patronátní právo. Ve čtrnáctém století to byli Bohuslav v roce 1357, po něm Hrzek dlouhý (1357–1373), Hrzek krátký (1364) a Abraham (1364). Na začátku patnáctého století patronátní právo měl v letech 1394–1409 Jan Stebňák, Žibřid (1394–1418), Vilém z Pěčkovic (1394–1405) a Jiří (1409).
Roku 1420 vesnice patřila Bohuslavovi ze Strojetic, který ve službách císaře Zikmunda padl v bitvě na Vítkově. V letech 1430–1453 byl připomínán Hrzek, který měl pravděpodobně pět synů, z nichž Strojetice patřily čtvrtému Bohuslavovi ze Strojetic. Ten vesnici roku 1494 přenechal bratru Janovi a krátce poté zemřel. Od Jana Strojetického ze Strojetic – nejspíš posledního člena rodu – panství před rokem 1540 koupil Václav Mašťovský z Kolovrat. Jeho syn Bedřich vesnici roku 1588 prodal Janu Šlejnicovi, který ale nedokázal zaplatit kupní cenu, a proto o měsíc později statek přenechal Ferdinandu Gaierovi z Osterburka. V roce 1590 se majitelem stal Adam Štampach ze Štampachu.
Po Adamově smrti měl podle Rudolfa Anděla vesnici roku 1596 zdědit syn Václav. August Sedláček uvedl, že Adamovi synové se o dědictví po otci rozdělili v roce 1608, přičemž strojetická tvrz s polovinou vesnice připadla Volfu Jaroslavu Štampachovi. Druhá polovina vsi byla spojena s Březnicí do malého samostatného panství. Část vsi s tvrzí byla roku 1628 zkonfiskována a zabavený majetek koupil Heřman z Questenberka, který jej připojil k Nepomyšli. Březnická část Strojetic byla k nepomyšlskému panství připojena v roce 1653.
Strojetickou tvrz koncem šestnáctého století údajně se sousedním kostelem spojovala dřevěná chodba. Není jasné, kde tvrz stávala, ale místu se na začátku devatenáctého století říkalo Zámecká zahrada. Na jejím místě měly vzniknout usedlosti čp. 9 a 13.

## Obyvatelstvo
Při sčítání lidu v roce 1921 zde žilo 665 obyvatel (z toho 350 mužů), z nichž bylo 86 Čechoslováků, 571 Němců a osm cizinců. Kromě čtyř lidí bez vyznání se hlásili k římskokatolické církvi. Podle sčítání lidu z roku 1930 měla vesnice 642 obyvatel: 116 Čechoslováků, 523 Němců a tři cizince. Převažovala velká římskokatolická většina, ale žili zde také čtyři evangelíci, tři členové církve československé, jeden žid a pět lidí bez vyznání.
|                                                          | 1869 | 1880 | 1890 | 1900 | 1910 | 1921 | 1930 | 1950 | 1961 | 1970 | 1980 | 1991 | 2001 | 2011 | 2021 |
| -------------------------------------------------------- | ---- | ---- | ---- | ---- | ---- | ---- | ---- | ---- | ---- | ---- | ---- | ---- | ---- | ---- | ---- |
| Obyvatelé                                                | 461  | 528  | 469  | 482  | 467  | 665  | 518  | 283  | 323  | 292  | 268  | 202  | 184  | 205  | 202  |
| Domy                                                     | 59   | 77   | 81   | 89   | 83   | 93   | 114  | 94   | 153  | 85   | 84   | 97   | 99   | 103  | 104  |
| Počet domů z roku 1961 zahrnuje domy místní části Běsno. |      |      |      |      |      |      |      |      |      |      |      |      |      |      |      |

## Obecní správa
Po zrušení patrimoniální správy se vesnice stala obcí v podbořanském okrese a od roku 1960 v okrese Louny. Od 1. ledna 1981 je vesnice částí obce Kryry. V letech 1961–1980 k obci patřilo Běsno.

## Pamětihodnosti
- Kostel Nanebevzetí Panny Marie
- Zájezdní hostinec čp. 1

## Galerie

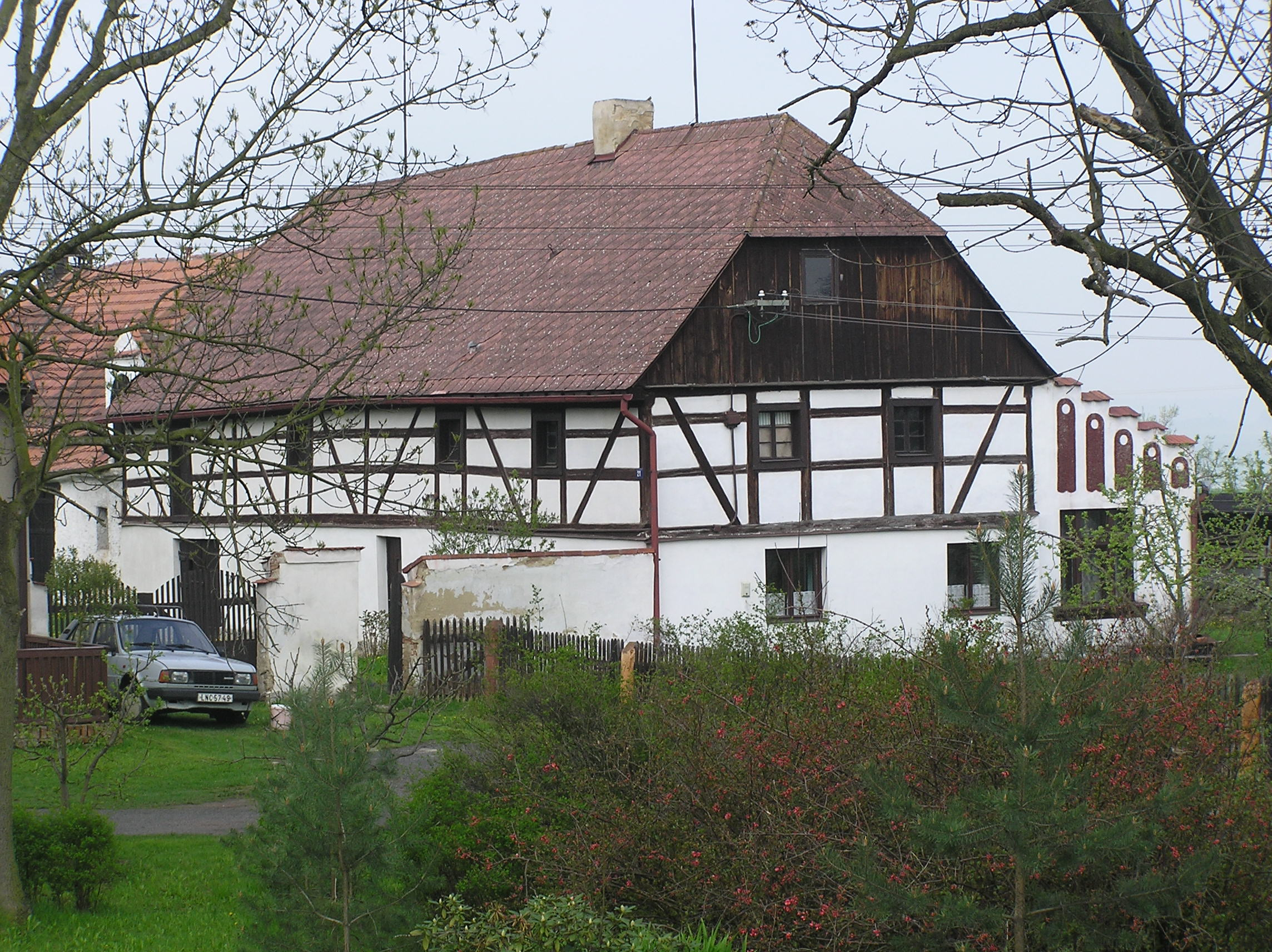
Hrázděný dům
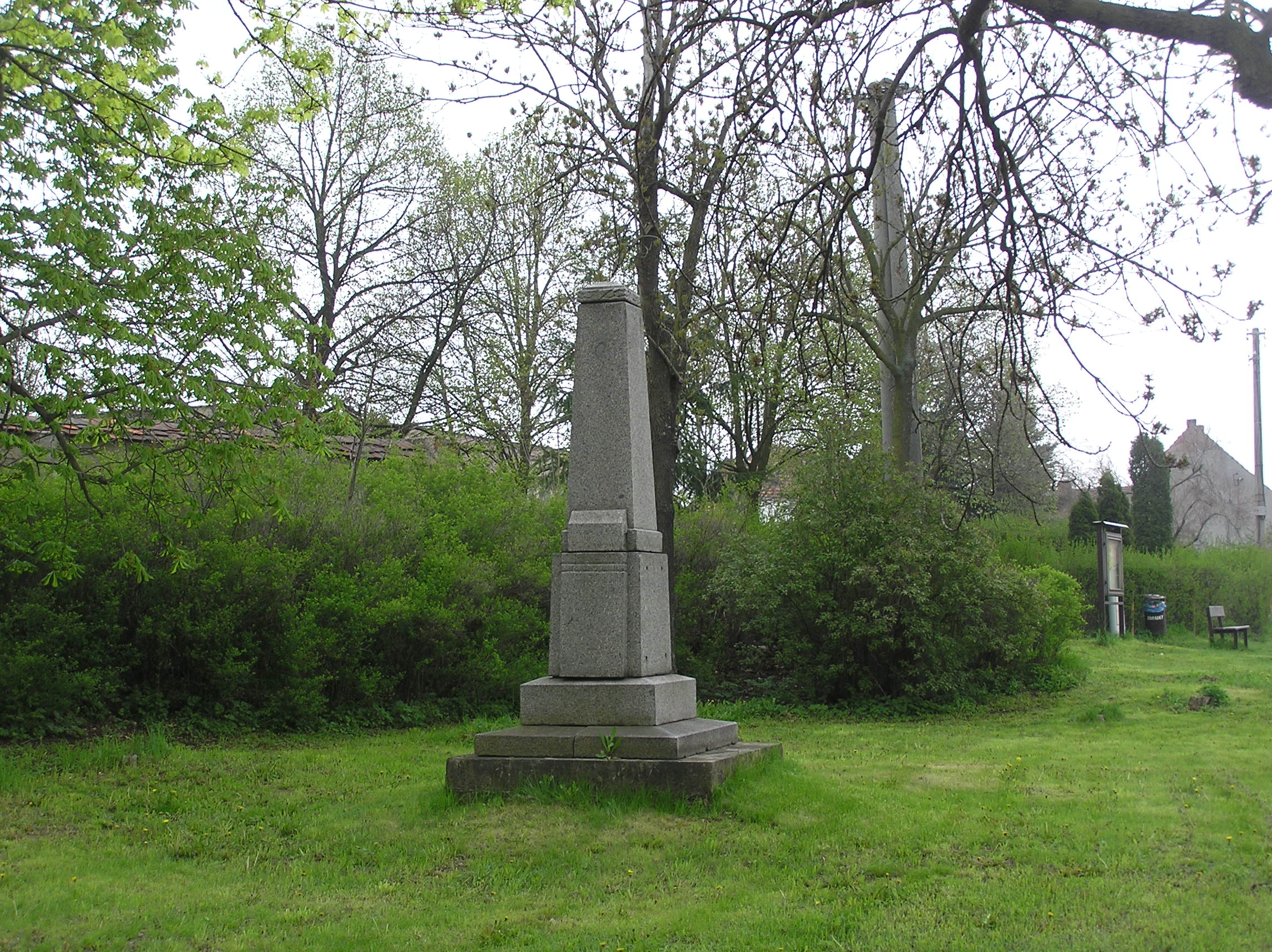
Památník padlým v první světové válce
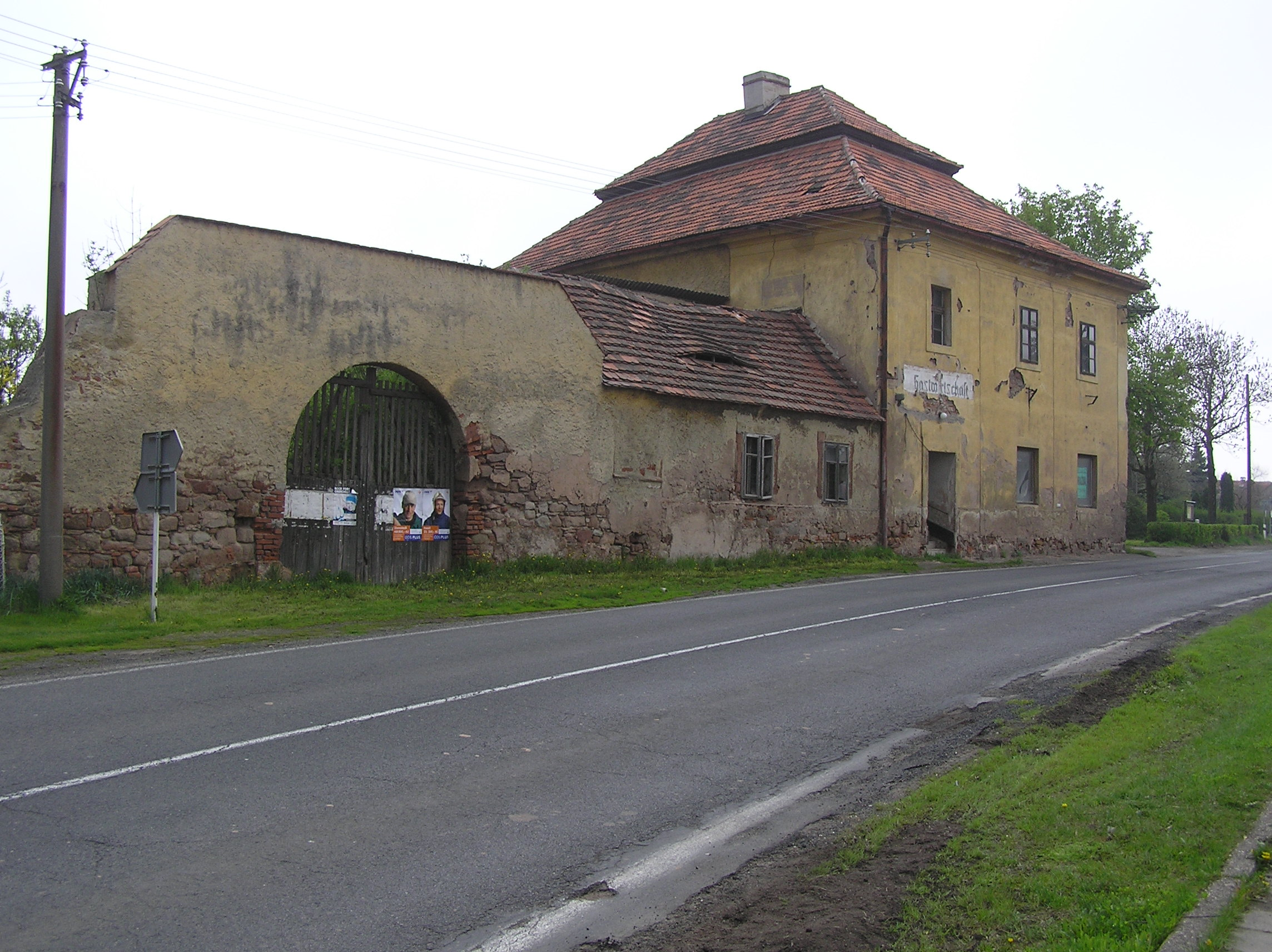
Zájezdní hostinec